# Robby Hammock
Robert Wade Hammock (nascido em 13 de maio de 1977) é um ex-jogador profissional de beisebol que atuou como catcher na Major League Baseball jogando toda sua curta carreira pelo Arizona Diamondbacks. Em 18 de maio de 2004, ele foi o catcher do jogo perfeito de Randy Johnson. Em novembro de 2016 Hammock foi nomeado como técnico de catchers do Arizona Diamondbacks, onde permanece atualmente.